# Crotophaga ani
El garrapatero aní (Crotophaga ani), también conocido como garrapatero piquiliso, chulie, güisa (en Colombia), anó chico, judío, ch'ikbu'ul (en Yucatán), matacaballos de pico liso (Chile), maúri (en Bolivia), pirincho negro chico, tijuíl pico liso y vacamuchacho (en la Amazonía peruana) y tijo (en Costa Rica) es una especie de ave cuculiforme de la familia Cuculidae propia de América donde se distribuye desde Florida y la Península de Yucatán, a través de las Antillas hasta Trinidad y Tobago, y desde Costa Rica hasta el norte de Argentina, pasando por Brasil, Colombia, Bolivia, Ecuador, Venezuela Paraguay con el nombre de anó y el Perú. Recientemente llegó al sur de Chile. No se conocen subespecies.

## Descripción
Mide unos 33 cm y pesa alrededor de 85 g. Los adultos son de color negro uniforme, a excepción de un ligero escamado claro en el cuello, la parte superior del pecho y la espalda. Su pico es ancho y curvo, y a diferencia del resto de miembros de su género no presenta surcos ni protuberancias. Su cola es larga y el iris de sus ojos marrón.

## Comportamiento
El garrapatero aní es una especie gregaria. Aunque forman parejas, se encuentran siempre en grupos ruidosos ocupando un territorio colectivo en campos abiertos o semiabiertos y áreas de cultivo.

### Alimentación
Se alimenta generalmente en el suelo. Su dieta incluye termitas, insectos grandes como saltamontes, arañas, ciempiés, pequeñas serpientes, lagartijas y ranas. Suelen comer frutas y semillas cuando los insectos escasean. Ocasionalmente se alimentan de garrapatas y otros parásitos de animales de pastoreo. En algunos lugares se los puede ver siguiendo los tractores que aran el campo.

### Reproducción
La cama construido de forma comunal por varias parejas, es grande y profundo con forma de cuenco, hecho de hojas. Se ubica a entre 2 a 6 metros del suelo en los árboles. Los nidos pueden ser ocupados por 6 a 10 aves. Las hembras ponen su huevos azulverdosos en el nido y comparten la incubación y alimentación de los polluelos. Cada hembra puede poner de 4 a 7 huevos, encontrándose nidos con más de 29 huevos. La incubación dura de 13 a 15 días.